# Antonio Malvassi
Antonio Malvassi (1904 — data de morte desconhecido) foi um ciclista olímpico argentino. Malvassi representou sua nação nos Jogos Olímpicos de Verão de 1928, em Amsterdã.